# Habranthus neumannii
Habranthus neumannii är en amaryllisväxtart som beskrevs av Roitman, J.A.Castillo och Maza. Habranthus neumannii ingår i släktet Habranthus och familjen amaryllisväxter. Inga underarter finns listade i Catalogue of Life.